# Sergi Bruguera
Sergi Bruguera i Torner (sinh ngày 16 tháng 1 năm 1971) là cựu vận động viên quần vợt chuyên nghiệp đến từ Catalunya, Tây Ban Nha. Ông giành được 2 danh hiệu Grand Slam Pháp mở rộng vào năm 1993 và 1994.
Bruguera là tay vợt duy nhất có thành tích đối đầu nhỉnh hơn khi gặp cả hai huyền thoại Roger Federer và Pete Sampras. Ông thắng 3 trong 5 trận đấu với Sampras và thắng 1 trận trong lần đối đầu duy nhất với Federer tại Barcelona năm 2000.

## Sự nghiệp
Bruguera giành được 14 danh hiệu đánh đơn và 3 danh hiệu đánh đôi trong sự nghiệp.Vị trí cao nhất của ông trên bảng xếp hạng ATP là số 3 thế giới.

## Các trận chung kết lớn

### Chung kết Grand Slam

#### Đơn: 3 (2–1)
| Kết quả | Năm  | Giải              | Mặt sân | Đối thủ             | Tỉ số                   |
| ------- | ---- | ----------------- | ------- | ------------------- | ----------------------- |
| Vô địch | 1993 | Roland Garros     | Đất nện | Jim Courier         | 6–4, 2–6, 6–2, 3–6, 6–3 |
| Vô địch | 1994 | Roland Garros (2) | Đất nện | Alberto Berasategui | 6–3, 7–5, 2–6, 6–1      |
| Á quân  | 1997 | Roland Garros (3) | Đất nện | Gustavo Kuerten     | 3–6, 4–6, 2–6           |

### Chung kết Olympic

#### Đơn: 1 (1 huy chương bạc)
| Kết quả | Năm  | Giải        | Mặt sân | Đối thủ      | Tỉ số         |
| ------- | ---- | ----------- | ------- | ------------ | ------------- |
| Bạc     | 1996 | Thế vận hội | Cứng    | Andre Agassi | 2–6, 3–6, 1–6 |

### Chung kết Masters

#### Đơn: 5 (2–3)
| Kết quả | Năm  | Giải            | Mặt sân | Đối thủ         | Tỉ số                    |
| ------- | ---- | --------------- | ------- | --------------- | ------------------------ |
| Vô địch | 1991 | Monte Carlo     | Đất nện | Boris Becker    | 5–7, 6–4, 7–6(6), 7–6(4) |
| Vô địch | 1993 | Monte Carlo (2) | Đất nện | Cédric Pioline  | 7–6(2), 6–0              |
| Á quân  | 1994 | Monte Carlo (3) | Đất nện | Andrei Medvedev | 5–7, 1–6, 3–6            |
| Á quân  | 1995 | Rome            | Đất nện | Thomas Muster   | 6–3, 6–7(5), 2–6, 3–6    |
| Á quân  | 1997 | Miami           | Cứng    | Thomas Muster   | 6–7(6), 3–6, 1–6         |

#### Đôi: 1 (1–0)
| Kết quả | Năm  | Giải         | Mặt sân | Đồng đội    | Đối thủ                     | Tỉ số    |
| ------- | ---- | ------------ | ------- | ----------- | --------------------------- | -------- |
| Vô địch | 1990 | Hamburg, Đức | Đất nện | Jim Courier | Udo Riglewski Michael Stich | 7–6, 6–2 |

## Chung kết ATP

### Đơn: 35 (14–21)
| Chú giải                    |
| Grand Slam (2–1)            |
| Olympic (0–1)               |
| Tennis Masters Cup (0–0)    |
| ATP Masters Series (2–3)    |
| ATP Tournament Series (0–4) |
| ATP Tour (10–12)            |

| Danh hiệu theo mặt sân |
| Cứng (1–3)             |
| Cỏ (0–0)               |
| Đất nện (13–16)        |
| Thảm (0–2)             |

| Kết quả | STT | Ngày                 | Giải                        | Mặt sân  | Đối thủ             | Tỉ số                        |
| ------- | --- | -------------------- | --------------------------- | -------- | ------------------- | ---------------------------- |
| Á quân  | 1.  | 15 tháng 7 năm 1990  | Gstaad, Thụy Sĩ             | Đất nện  | Martín Jaite        | 3–6, 7–6(7–5), 2–6, 2–6      |
| Á quân  | 2.  | 16 tháng 9 năm 1990  | Geneva, Thụy Sĩ             | Đất nện  | Horst Skoff         | 6–7(8–10), 6–7(4–7)          |
| Vô địch | 1.  | 7 tháng 4 năm 1991   | Estoril, Bồ Đào Nha         | Đất nện  | Karel Nováček       | 7–6(9–7), 6–1                |
| Á quân  | 3.  | 14 tháng 4 năm 1991  | Barcelona, Tây Ban Nha      | Đất nện  | Emilio Sánchez      | 4–6, 6–7(7–9), 2–6           |
| Vô địch | 2.  | 28 tháng 4 năm 1991  | Monte Carlo, Monaco         | Đất nện  | Boris Becker        | 5–7, 6–4, 7–6(8–6), 7–6(7–4) |
| Á quân  | 4.  | 14 tháng 7 năm 1991  | Gstaad, Thụy Sĩ             | Đất nện  | Emilio Sánchez      | 1–6, 4–6, 4–6                |
| Vô địch | 3.  | 6 tháng 10 năm 1991  | Athens, Hy Lạp              | Đất nện  | Jordi Arrese        | 7–5, 6–3                     |
| Á quân  | 5.  | 5 tháng 4 năm 1992   | Estoril, Bồ Đào Nha         | Đất nện  | Carlos Costa        | 6–4, 2–6, 2–6                |
| Vô địch | 4.  | 3 tháng 5 năm 1992   | Madrid, Tây Ban Nha         | Đất nện  | Carlos Costa        | 7–6(8–6), 6–2, 6–2           |
| Vô địch | 5.  | 12 tháng 7 năm 1992  | Gstaad, Thụy Sĩ             | Đất nện  | Francisco Clavet    | 6–1, 6–4                     |
| Á quân  | 6.  | 20 tháng 9 năm 1992  | Bordeaux, Pháp              | Đất nện  | Andrei Medvedev     | 3–6, 6–1, 2–6                |
| Vô địch | 6.  | 4 tháng 10 năm 1992  | Palermo, Ý                  | Đất nện  | Emilio Sánchez      | 6–1, 6–3                     |
| Á quân  | 7.  | 11 tháng 10 năm 1992 | Athens, Hy Lạp              | Đất nện  | Jordi Arrese        | 5–7, 0–3 retired             |
| Á quân  | 8.  | 14 tháng 2 năm 1993  | Milano, Ý                   | Thảm (I) | Boris Becker        | 3–6, 3–6                     |
| Á quân  | 9.  | 11 tháng 4 năm 1993  | Barcelona, Tây Ban Nha      | Đất nện  | Andrei Medvedev     | 7–6(9–7), 3–6, 5–7, 4–6      |
| Vô địch | 7.  | 25 tháng 4 năm 1993  | Monte Carlo, Monaco         | Đất nện  | Cédric Pioline      | 7–6(7–2), 6–0                |
| Á quân  | 10. | 2 tháng 5 năm 1993   | Madrid, Tây Ban Nha         | Đất nện  | Stefan Edberg       | 3–6, 3–6, 2–6                |
| Vô địch | 8.  | 6 tháng 6 năm 1993   | Roland Garros, Paris, Pháp  | Đất nện  | Jim Courier         | 6–4, 2–6, 6–2, 3–6, 6–3      |
| Vô địch | 9.  | 11 tháng 7 năm 1993  | Gstaad, Thụy Sĩ             | Đất nện  | Karel Nováček       | 6–3, 6–4                     |
| Vô địch | 10. | 8 tháng 8 năm 1993   | Praha, Cộng hòa Séc         | Đất nện  | Andrei Chesnokov    | 7–5, 6–4                     |
| Vô địch | 11. | 19 tháng 9 năm 1993  | Bordeaux, Pháp              | Cứng     | Diego Nargiso       | 7–5, 6–2                     |
| Á quân  | 11. | 3 tháng 10 năm 1993  | Palermo, Ý                  | Đất nện  | Thomas Muster       | 6–7(2–7), 5–7                |
| Á quân  | 12. | 6 tháng 2 năm 1994   | Dubai, UAE                  | Cứng     | Magnus Gustafsson   | 4–6, 2–6                     |
| Á quân  | 13. | 24 tháng 4 năm 1994  | Monte Carlo, Monaco         | Đất nện  | Andrei Medvedev     | 5–7, 1–6, 3–6                |
| Á quân  | 14. | 1 tháng 5 năm 1994   | Madrid, Tây Ban Nha         | Đất nện  | Thomas Muster       | 2–6, 6–3, 4–6, 5–7           |
| Vô địch | 12. | 5 tháng 6 năm 1994   | Roland Garros, Paris, Pháp  | Đất nện  | Alberto Berasategui | 6–3, 7–5, 2–6, 6–1           |
| Vô địch | 13. | 10 tháng 7 năm 1994  | Gstaad, Thụy Sĩ             | Đất nện  | Guy Forget          | 3–6, 7–5, 6–2, 6–1           |
| Vô địch | 14. | 7 tháng 8 năm 1994   | Praha, Cộng hòa Séc         | Đất nện  | Andrei Medvedev     | 6–3, 6–4                     |
| Á quân  | 15. | 21 tháng 5 năm 1995  | Roma, Ý                     | Đất nện  | Thomas Muster       | 6–3, 6–7(5–7), 2–6, 3–6      |
| Á quân  | 16. | 28 tháng 7 năm 1996  | Thế vận hội Atlanta, Hoa Kỳ | Cứng     | Andre Agassi        | 2–6, 3–6, 1–6                |
| Á quân  | 17. | 2 tháng 3 năm 1997   | Milan, Ý                    | Thảm (I) | Goran Ivanišević    | 2–6, 2–6                     |
| Á quân  | 18. | 23 tháng 3 năm 1997  | Miami, Hoa Kỳ               | Cứng     | Thomas Muster       | 6–7(6–8), 3–6, 1–6           |
| Á quân  | 19. | 8 tháng 6 năm 1997   | Roland Garros, Paris        | Đất nện  | Gustavo Kuerten     | 3–6, 4–6, 2–6                |
| Á quân  | 20. | 27 tháng 7 năm 1997  | Umag, Croatia               | Đất nện  | Félix Mantilla      | 6–3, 7–5                     |
| Á quân  | 21. | 30 tháng 7 năm 2000  | San Marino                  | Đất nện  | Álex Calatrava      | 7–6(9–7), 1–6, 6–4           |

### Đôi: 3 (3–0)
| Kết quả | STT | Ngày                | Giải            | Mặt sân | Đồng đội           | Đối thủ                     | Tỉ số         |
| ------- | --- | ------------------- | --------------- | ------- | ------------------ | --------------------------- | ------------- |
| Vô địch | 1.  | 13 tháng 5 năm 1990 | Hamburg, Đức    | Đất nện | Jim Courier        | Udo Riglewski Michael Stich | 7–6, 6–2      |
| Vô địch | 2.  | 17 tháng 6 năm 1990 | Florence, Ý     | Đất nện | Horacio de la Peña | Luiz Mattar Diego Pérez     | 3–6, 6–3, 6–4 |
| Vô địch | 3.  | 15 tháng 9 năm 1991 | Geneva, Thụy Sĩ | Đất nện | Marc Rosset        | Per Henricsson Ola Jonsson  | 3–6, 6–3, 6–2 |